# هزینه ثابت

این نمودار نشان دهندهٔ همهٔ هزینه‌های یک شرکت فرضی است که در آن هزینهٔ پابرجا با سبز پر رنگ و هزینه‌های متغیر با سبز کم رنگ نمایش داده شده است و مجموع این دو نشان دهندهٔ همهٔ هزینه‌ای شرکت خواهد بود.

در دانش اقتصاد هزینه‌های پابرجا یا هزینه‌های ثابت (به انگلیسی: fixed costs) هزینه‌های تجاری شرکت تولیدی هستند که وابسته به میزان تولیدات کالا و خدمات آن شرکت نمی‌باشند. هزینهٔ پابرجا در اصل وابسته به زمان هستند نمونه‌هایی از این هزینه‌ها شامل حقوق کارمندان شرکت، اجارهٔ پرداختی توسط شرکت و غیره می‌باشند. البته هزینهٔ پابرجا خارج از یک محدوده زمانی در اکثر موارد دیگر ثابت نیستند و در اثر مواردی چون تورم، جنگ، بلایای طبیعی، تغییر در میزان اجاره‌ها و غیره به فراوانی تغییر می‌کنند.
بر خلاف هزینهٔ پابرجا، هزینه‌های متغیر یا ناثابت (به انگلیسی: variable costs) قرار دارند که بر اساس میزان کالا یا خدمات تولید شده اندازه‌گیری می‌شوند.
در حسابداری مدیریت هزینهٔ پابرجا به عنوان هزینه‌هایی تعریف شده‌اند که در طول زمان کارکرد شرکت تغییری نمی‌کنند و تا حد زیادی ثابت باقی می‌مانند، برای مثال هزینهٔ اجارهٔ ساختمانی که شرکت در آن مستقر است.
در بازاریابی دانستن تفاوت میان هزینه‌های پابرجا و متغیر بسیار مهم می‌باشد زیرا در پیش بینی و تعیین تغییر در درآمد شرکت که در اثر تغییر در میزان تولیدات آن پدید می‌آید نقش اساسی دارد. در یک نظر سنجی از ۲۰۰ مدیر بازاریابی کارکشته، ۶۰ درصد از آنها اعلام نموده‌اند که محاسبات هزینهٔ پابرجا و متغیر بسیار کارآمد و مورد استفاده هستند.

## پیوندها
- حسابداری مدیریت
- بازاریابی